# José de Molina
José de Jesús Nuñez Molina (Hermosillo, Sonora, desconocido - Ciudad de México, 9 de julio de 1998), conocido por su nombre artístico, José de Molina , fue un cantautor mexicano de protesta de tendencia guerrillera. Apodado como "el guerillero de la guitarra", fue el creador de canciones populares como "Obreros y Patrones", "Ayeres", "Se Acabó", y entre otras más. Durante su trayectoria de 30 años como artista y compositor de temas sociales, lanzaría por lo menos 12 álbumes. Además, sus andanzas lo llevarían por Latinoamérica, Europa, Estados Unidos y toda la República Mexicana.

## Biografía
Se desconocé su fecha de nacimiento, puesto a que ni él mismo la sabía, sin embargo, se estima que fue alrededor de 1938. Se dice que él era hijo de una madre soltera y empleada doméstica, la cual murió cuando él tenía cerca de tres años. Por lo tanto, Molina fue adoptado por los patrones de su madre, gente de un alto estatus social. Sin embargo, a la edad de doce años, este decide fugarse de la mansión de sus padres adoptivos en Hermosillo, Sonora. Posteriormente, Molina fue acogido por un campesino que tenía un rancho, y que le ofreció empleo y techo hasta sus 18 años, cuando debido a una disolución amorosa, este decide emprender un viaje por el país junto a un trailero. 
Desde el punto de vista político, nunca se afilió a partido político alguno, ya que no creía en la vía electoral como fuente propiciadora de los cambios radicales que el país necesitaba. Trabajó en sus inicios como campesino, obrero, periodista, actor y vendedor, entre otros oficios. Dichas experiencias se verían reflejadas posteriormente en su obra, de tendencia socialista, dotándola de una rebeldía e irreverencia características.
José de Molina fue sobreviviente de la masacre del 2 de octubre en Tlatelolco, y de El halconazo del 10 de junio de 1971. Fue víctima de amenazas, secuestro y hasta golpes, propinados por la policía política mexicana. El poder político trató de comprarlo, pero jamás cayó en la tentación, procurando llevar una vida consecuente con sus ideas [cita requerida]. Se consideraba un socialista libertario, ya que no creía en caudillismos, dioses, ni amos y pensaba que todo estado-gobierno, a la larga se corrompe y se vuelve despótico, represivo y tiránico, sin importar si fuese de izquierda o de derecha.
En la década de los 90's, la marginación contra este cantautor se agudizó, razón por la cual se haría un llamado para que se organizaran eventos en barrios, sindicatos y auditorios con el fin de romper el cerco de silencio que lo rodeaba. Posiblemente, durante esa época, fue el compositor popular urbano de protesta más conocido en México.
En los últimos años se dedicó solo a la venta de su material musical, ya que nunca cobró por cantar. Desde el levantamiento del EZLN en 1994, decidió plantarse a cantar en el Zócalo todas las tardes como apoyo al movimiento Zapatista.
Fue secuestrado y torturado por la policía política en mayo de 1997, durante la visita a México de Bill Clinton, entonces presidente de los Estados Unidos. Como consecuencia de los golpes recibidos en este episodio, debió ser internado y operado meses más tarde. Posteriormente, el 9 de julio de 1998, José de Molina se suicidó disparándose en el paladar, como lo reconoció en radio de la Universidad de Guadalajara su hija Tania de Molina [cita requerida]. Su hijo, Arturo de Molina, acusa y responsabiliza al expresidente mexicano Ernesto Zedillo Ponce de León de la muerte de Molina, puesto que según el fue el último secuestro que sufrió Molina tras la venida del presidente estadounidense lo que agravó los males que lo venían aquejando.
En el año 2007, en el contexto del noveno aniversario de su fallecimiento, se le rindió un homenaje en el que participaron familia, amigos y colaboradores del músico. El tributo duró ocho horas y se realizó en el auditorio del Sindicato Mexicano de Electricistas (SME). 
“Su música seguirá vigente en tanto exista injusticia”, estas fueron las palabras de su esposa Araceli Abud.

## Discografía
Durante su vida, José de Molina produjo 12 álbumes:
- 1971 - Canticos y Testimonios
- 1973 - Testimonios Rebeldes
- 1976 - Se Acabó…
- 1979 - Salsa… Roja
- 1980 - Historia de un Verdadero Sexenio Vol. 1
- 1981 - Contraconfesiones
- 1981 - Del Surrealismo, La Picaresca y el Humor
- 1982 - Manifiesto
- 1985 - Terremoto
- 1994 - Identidades
- 1995 - De Chiapas con Amor
- 1996 - Historia de un Verdadero Sexenio Vol. 2

Además, después de su muerte, se produjeron dos álbumes más; Despues de la muerte (1998) y Homenaje al Ché Guevara. Las canciones del disco Después de la Muerte, son composiciones originales de José de Molina que no alcanzó a grabar. Las interpretan su hija Tania Molina y Chucho Gil. Mientras, tanto, Homenaje al Ché Guevara fue un casete encontrado después del fallecimiento de José de Molina, que, como su nombre lo indica, es un homenaje dedicado totalmente al Comandante Ernesto Che Guevara.

### Lista de álbumes
A continuación, una lista en orden cronológico de los álbumes que sacó José de Molina (excluyendo Homenaje al Ché Guevara) y las pistas que contiene cada uno:
(1971) Cánticos y Testimonios
1. Ya es hora
2. Texto: Levantamiento obrero ferrocarrilero
3. Ay Hermano Mexicano (con Carlos Orozco Elwin)
4. Texto: Movimiento Revolucionario del Magisterio
5. Texto: Asesinato de Rúben Jaramillo
6. Corrido a Rúben Jaramillo
7. Texto: Movimiento Médico (con Carlos Orozco Elwin)
8. Los Versos del Caracol
9. Texto: Asesinato de Copreros
10. Lamento Coprero
11. Texto: La Masacre de Tlatelolco
12. En Esta Plaza (con Amparo Ochoa)
13. Texto: La Masacre de Corpus Christi
14. Diez de Corpus
15. Texto: Aqui...
16. Marcha compañero (con Carlos Orozco Elwin)

(1973) Testimonios Rebeldes
1. América Latina Canta
2. Las Elecciones
3. Los Gorilas
4. Halcón, Colea, Colea
5. El Gallito Trovador
6. La Cárcel de Cananea
7. De la Mano del Viento
8. La Serpiente Verde
9. Al General
10. Cura y Guerrillero
11. Canto por Genaro Vasquez
12. Despedida

(1976) Se acabó...
1. Introducción [Versos]
2. El Hombre Nuevo (con Carlos Orozco Elwin)
3. La Otra Trinidad
4. Corrido a Joel y Enrique
5. Obreros y Patrones (con Carlos Orozco Elwin)
6. Ayeres...
7. Corazones de Plomo
8. De la Sierra de Guerrero (con Carlos Orozco Elwin)
9. Texto: Sin Yugos ni Cadenas
10. Se acabó.. (con Carlos Orozco Elwin)
11. Los Latinoamericanos / Compañero / Canto a las Madres Latinoamericanas.

(1979) Salsa... Roja
1. Pobre México Señor
2. Texto: La Trampa Imperialista
3. Canto Negro
4. Texto: El Papa en México
5. Diálogo Entre el Papa y Jesucristo
6. Texto: El Facismo Priísta
7. Marcha Coalición
8. Canto por los Desaparecidos
9. Lorenza Santiago
10. Corrido a los Mineros de Nacozari
11. Texto: La Organización Obrera
12. Salsa... Roja (con Carlos Orozco Elwin)
13. El Año Viejo

(1980) Historia de un Verdadero Sex-enio Vol. I
1. El cantor
2. Texto: Cárceles Ideológicas
3. Cárceles
4. Texto: La Guerra Sucia
5. Tlatelolco III
6. Corrido a Lucio Cabañas
7. El Niño de Vietnam
8. Texto: La Demagogia
9. Sin Razón
10. Texto: El Tiempo es Nuestro
11. Marchando Van
12. Texto: Nuestra Riqueza
13. Adelante Mujeres de la Tierra
14. La Mujer (con Amparo Ochoa)

(1981) Contraconfesiones
1. Levántate Campesino (con Carlos Orozco Elwin)
2. Sangre en la Huasteca
3. Corrido a Florencio Medrano
4. Magisterio Independiente
5. Contraconfesiones
6. Los Diez Ordenamientos
7. Cristiacomunismo
8. Frente Farabudo Martí de la Liberación Nacional

(1981) Del Surrealismo, la Picaresca, y el Humor
Del Surrealismo, la Picaresca, y el Humor es un álbum un tanto único en la discografía de José de Molina, puesto a que fue una colaboración entre José de Molina, Los Nakos, y Sergio Magaña. Además, en este álbum se encuentran canciones con diversos géneros musicales, yendo desde el tango y la norteña, hasta el bossa nova.
Además, otra cosa que hace de este álbum uno peculiar, es que de este álbum se encuentran dos versiones; una en formato LP publicada en 1981, y otra en formato de casete publicada en 1994. Ambas versiones difieren bastante; por ejemplo, la versión de 1981 posee de la pista "Sueño Irreversible" la cual no se halla en la versión de 1994. Mientras tanto, en la versión de 1994, se encuentran tres pistas más ("El Tratado de Libre Comercio", "El Pique 96", y "Partidos y Partiditos"), las cuales no se encuentran en la versión de 1981. Además, en la versión de 1994, la pista de "La Ludica Mujer Impúdica" presenta cambios significativos en cuanto a los instrumentos usados. 
1. Versión de LP (1981)
  1. La Lúdica Mujer Impúdica
  2. Sueño Irreversible
  3. El Menú del Márquez
  4. El Asesino de la Televisión
  5. La Modista
  6. Discurso Patriótico
  7. El Charro Morado
  8. Pasitas
  9. El Monje de Minifalda
  10. Canto a tus Vísceras
2. Versión de Casete (1994)
  1. La Lúdica Mujer Impúdica
  2. Texto: Sueño Irreversible
  3. El Menú del Márquez
  4. El Asesino de la Televisión
  5. El Tratado de Libre Comercio
  6. La Modista
  7. El Charro Morado
  8. Pasitas
  9. El Monje de Minifalda
  10. Canto a tus Vísceras
  11. El Pique 96
  12. Partidos y Partiditos

Hasta la fecha, se es desconocido el porqué ambas versiones del álbum presentan tantas diferencias.
(1982) Manifiesto
1. Introducción [Barco de Papél]
2. Soldado
3. Chicano
4. Texto: La Nacionalización de la Banca
5. Coplas de la Inflación
6. El Cantor II
7. Manifiesto Comunista (con Carlos Orozco Elwin)
8. Texto: Corrupción y Represión
9. Consignas
10. La Rueda de la Historia

(1985) Terremoto
1. Flamazo (San Juan Ixuatepec)
2. Poema Terremoto
3. Terremoto
4. Corrido a Rubén Jaramillo (con Carlos Orozco Elwin)
5. El Barzón
6. El Camaleón
7. Ronald "Hítler" Reagan
8. Chotis de La Madrid
9. Parodia a los Charros
10. Al Tambor de la Alegría
11. Ay Latinoamericano

(1994) Identidades
1. Texto: Niños y Niñas del Mundo
2. El Niño que quiso la Luna
3. Los Gober-Elefantes
4. El Chapulin
5. Texto: Un Niño Más
6. Cuando los Niños del Mundo
7. Identidades
8. Los Mojados
9. Razones
10. Corrido a Manuel Buendia
11. Ley 187

(1995) De Chiapas con Amor
1. Texto: No Nos Quedó Otro Camino
2. Corrido al EZLN [La Toma de San Cristóbal]
3. El Sembrador (con Carlos Orozco Elwin)
4. Ya Comenzó
5. El Jarabito del Pronasol
6. Texto: La Extrema Pobreza
7. Corrido al Wati
8. Banderita Roja y Negra
9. Corrido a Sonora
10. La Dedocracia
11. Texto: Tierra y Libertad
12. Corrido a Emiliano Zapata
13. Guajira al Che Guevara (con Carlos Orozco Elwin)

(1996) Historia de un Verdadero Sex-enio Vol. II
1. Corrido a Aguas Blancas
2. Texto: La Estrategia de Masas
3. Cuatro Palomas
4. Texto: El Diálogo de las Balas
5. Del Río Bravo a la Patagonia
6. Colorado
7. La Bomba (con Carlos Orozco Elwin)
8. Texto: Los Verdaderos Guerrilleros
9. Madre proletaria (con Carlos Orozco Elwin)
10. Texto: La Lucha Obrera
11. Corrido a Efraín Calderón Lara
12. Texto: La Teoría Revolucionaria
13. La Huelga

(1998) Después de la Muerte
1. 35 Aniversario de José de Molina
2. Se Requiere un Guerra
3. Te Quiero Niña
4. Oda a Carlos Puebla
5. Elegia a Violeta Parra
6. Los Otros Versos del Caracol
7. Es una Hembra
8. La Vida y la Muerte
9. Lucha por tu Libertad
10. Gracias José de Molina